# (11709) Eudoxos
(11709) Eudoxos ist ein Asteroid des Hauptgürtels, der am 27. April 1998 vom italo-amerikanischen Astronomen Paul G. Comba am Prescott-Observatorium (IAU-Code 684) südlich von Prescott in Arizona entdeckt wurde.
Der Asteroid wurde am 23. November 1999 nach Eudoxos von Knidos (ca. 395–ca. 340 v. Chr.) benannt, einem griechischen Mathematiker, Astronomen, Geographen, Arzt, Philosoph und Gesetzgeber der Antike.